# Dodge Magnum
Dodge Magnum — шильдик, який використовувався кількома автомобілями Dodge, для позначення великого купе, що виготовлялося з 1978 по 1979 рік в Сполучених Штатах, а також для позначення задньоприводного універсала, що виготовлявся з 2004 до кінця 2008 року та збирався на заводі Brampton Assembly, поблизу Торонто, Онтаріо, Канада.

## США (1978—1979; перше покоління)

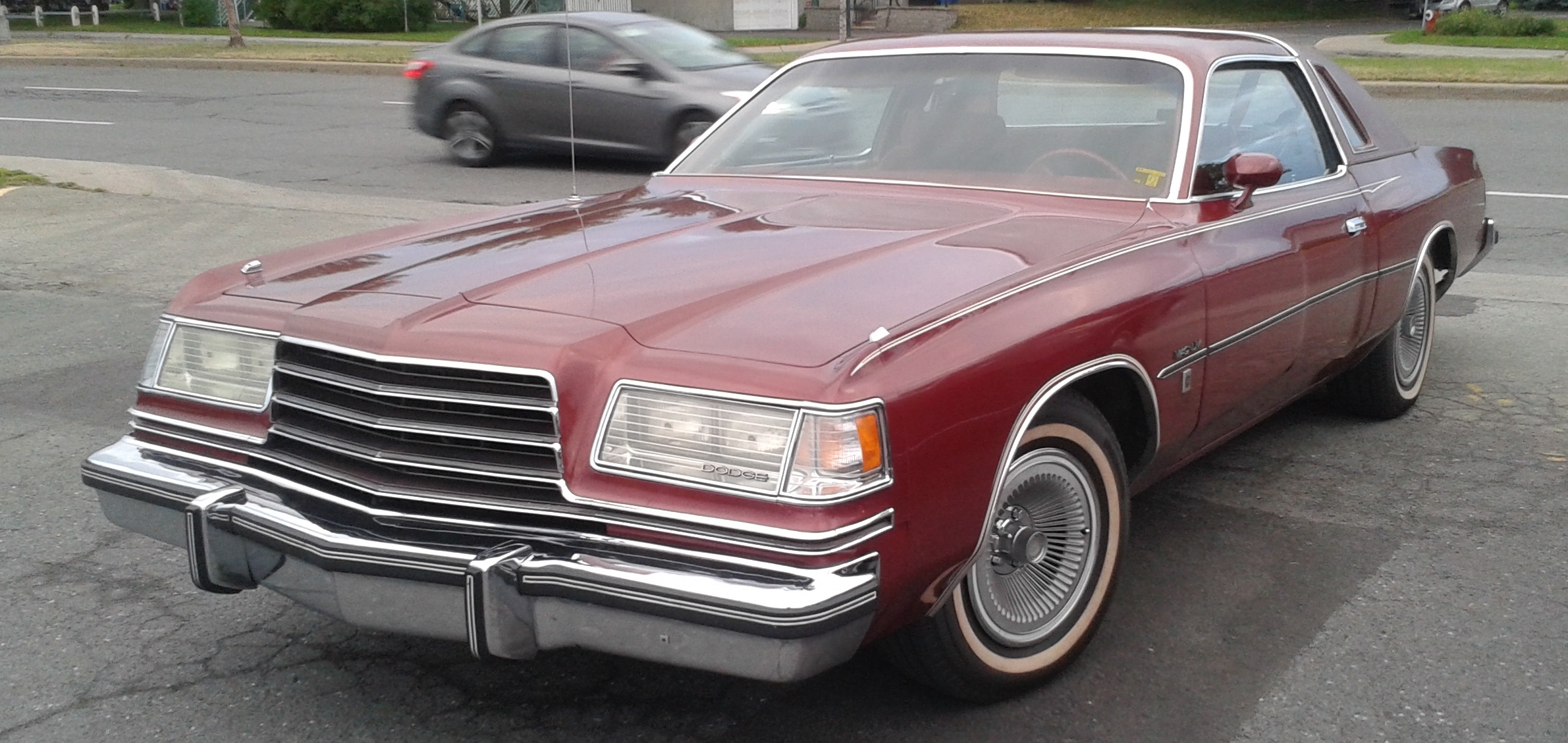
Dodge Magnum (1978—1979)

### Двигуни
- 5,2 л LA V8
- 5,9 л LA V8
- 6,6 л B V8

## Бразилія (1979—1981)

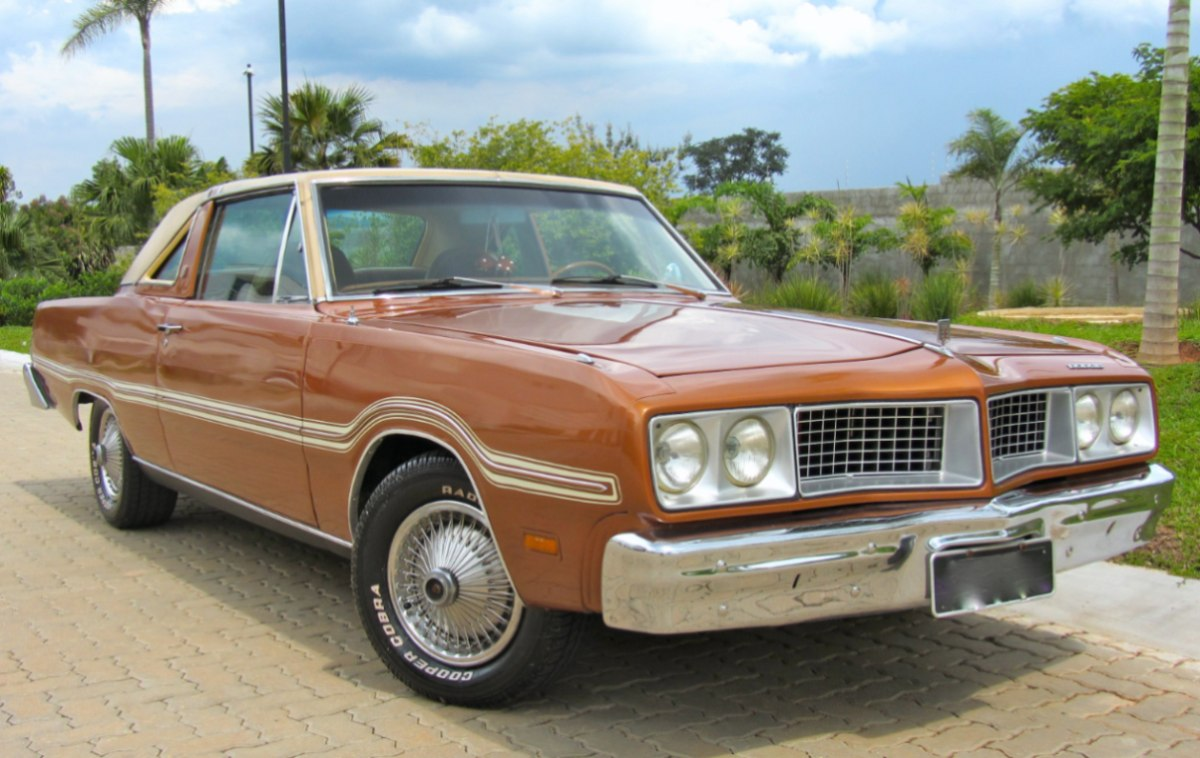
Бразильський Dodge Magnum (1979—1981)

У Бразилії позначення Magnum була топовою версією місцевого Dodge Dart, що виготовлялась з 1979 по 1981 рік.

### Двигуни
- 5,21 л LA V8

## Мексика (1981—1988)

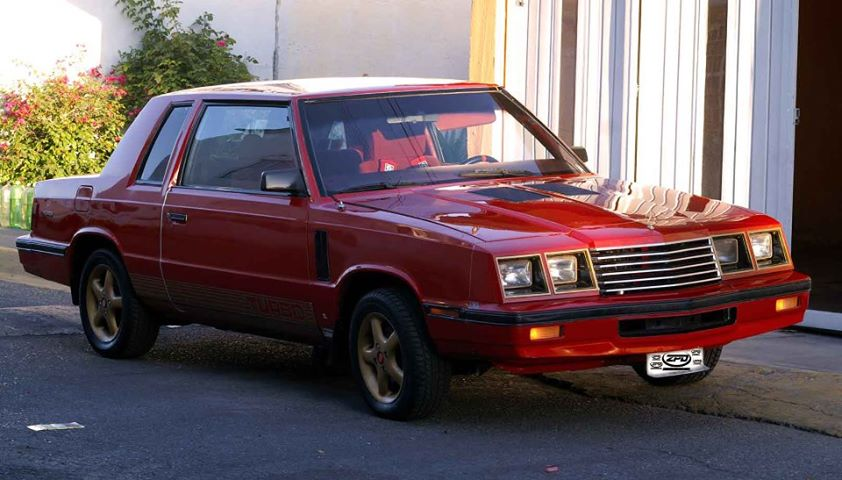
Мексиканський Chrysler Magnum ІІ (1983—1988)

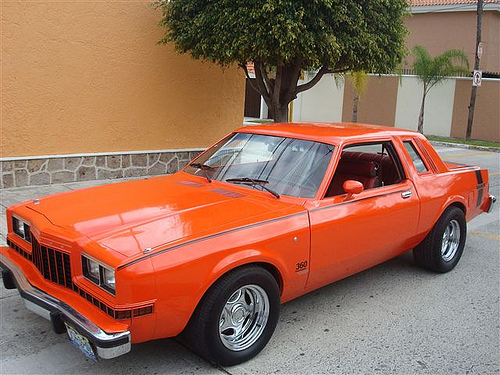
Мексиканський Chrysler Magnum І (1981—1983)

У Мексиці Dodge Magnum був спортивним задньопривідним дводверним автомобілем, заснованим на платформі Chrysler M (American Dodge Diplomat / Plymouth Gran Fury). Він мав двигун 5,9 л 360 CID V8 з єдиним 4-баррельним карбюратором потужністю 300 к. с. (224 кВт).
З 1983 по 1988 рік Dodge випустила спортивний дводверний K-автомобіль з наявним турбокомпресором, що продавався з 1984 року як Magnum. Чотири двигуни були запропоновані для мексиканського Magnum K, 2,2 л SOHC I4 (K-Trans-4), 2,2 л SOHC I4 з турбонаддувом (1983-86) та ще двома 2,5 л SOHC I4, з та без турбонагнітача (1987-88). Мексиканський Магнум був офіційно називався Dodge Magnum 400 між 1983 і 1984 роками, оскільки це був спортивний мексиканський варіант американського Dodge 400 початку 80-х років. У 1985 році суфікс «400» був забраний. Для сезону 1987 року турбокомпресор отримав інтеркулер, а потужність турбогенератора зросла з 140 до 150 к. с. (112 кВт).

## Chrysler LX platform (2004—2008; друге покоління)

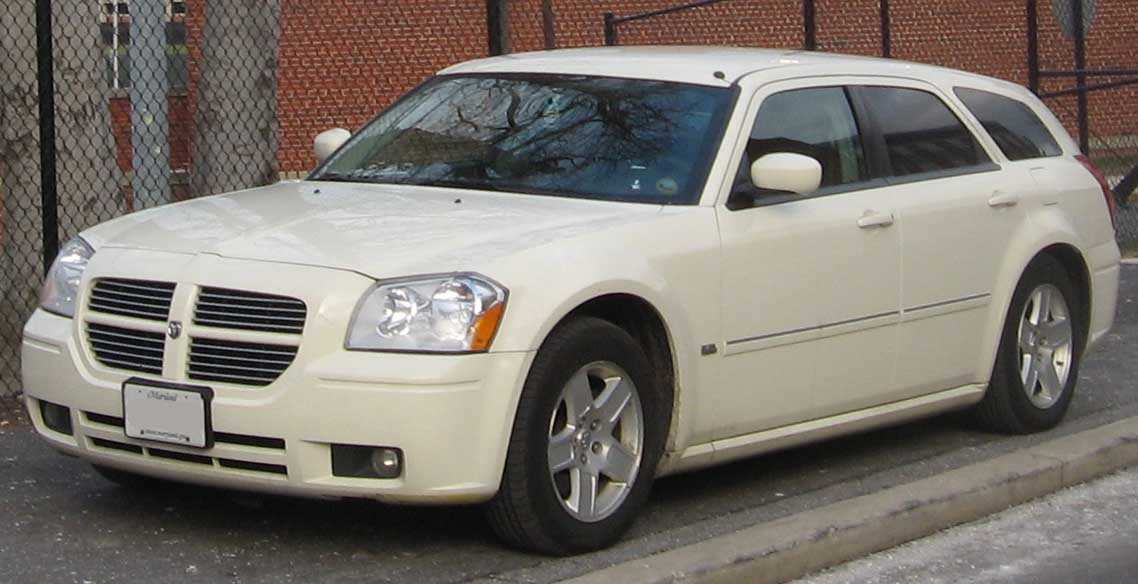
Dodge Magnum SXT (2004—2007)

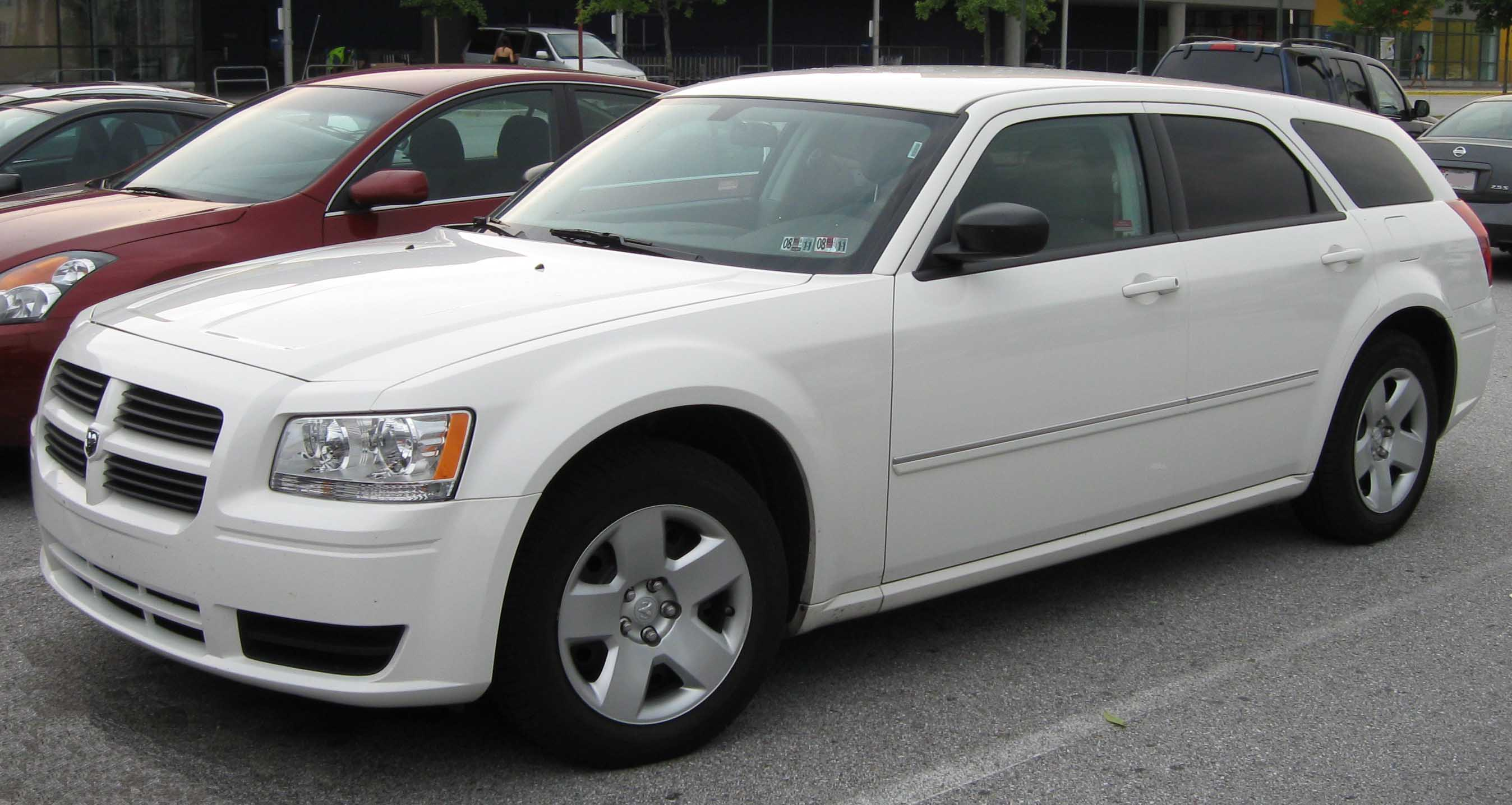
Dodge Magnum SE (2008)

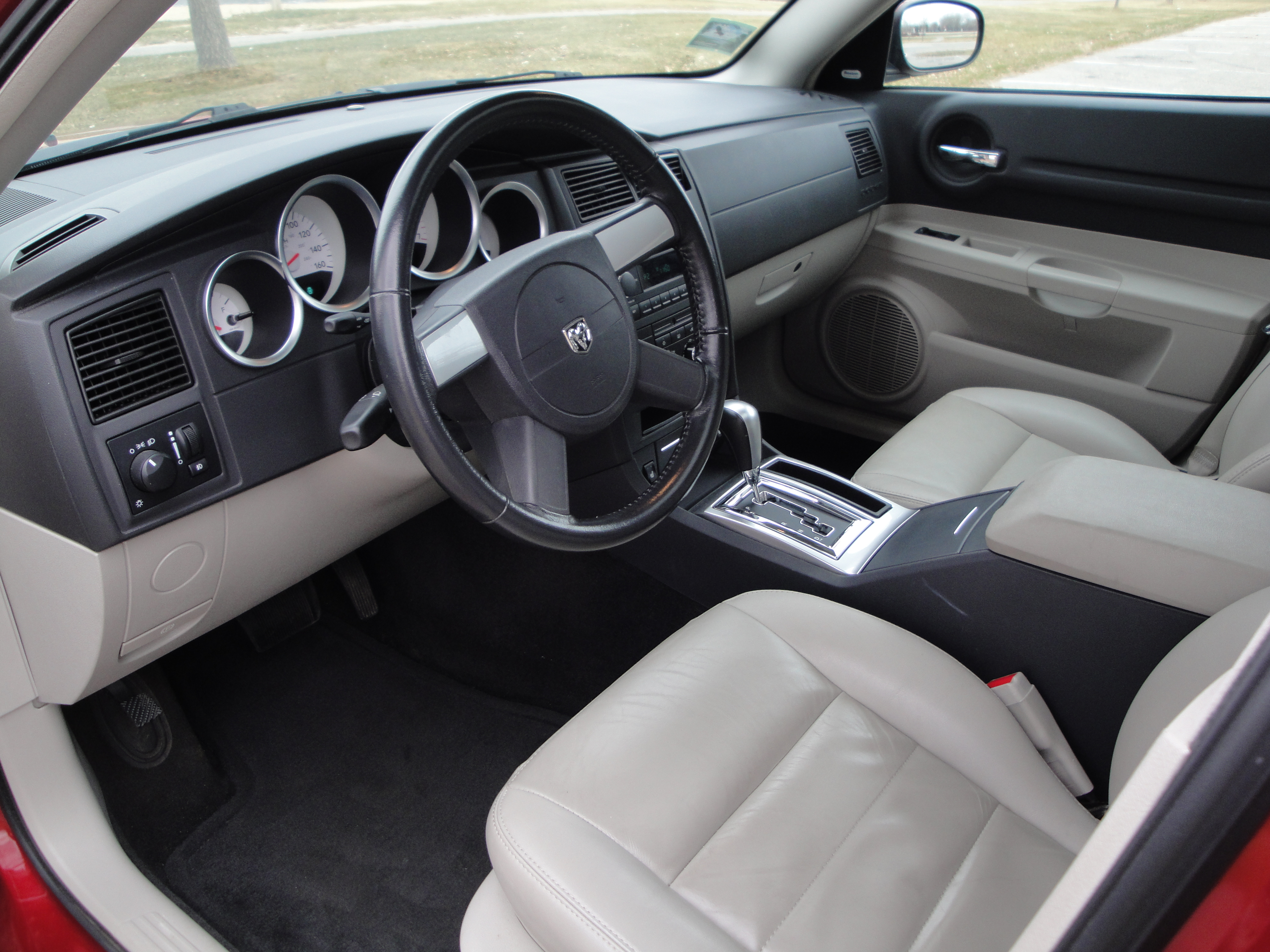

Назва Magnum було відроджене у 2004 році як задньоприводний універсал на платформі Chrysler LX. Новий Magnum являв собою версію універсала Chrysler 300C Touring, що вироблявся на тому ж заводі у Брамптоні, Онтаріо, Канада. Magnum мав чотири двигуни; SE мав 190 к. с. 2,72 л LH V6, SXT мали 250 к. с. 3,5 л V6, та RT мали новий 340 к. с. 5,7 л Hemi V8. SRT-8 має двигун 6,1 л Hemi 425 к. с. Повнопривідна версію з'явилася, як опція в 2005 році на моделях SXT і R/T. SRT8, AWD SXT, та R/T використовують 5-швидкісну АКПП Mercedes-Benz 5G-Tronic, в той час, як всі інші використовують 4-швидкісну АКПП.

### Двигуни
- 2,7 л EER V6
- 3,5 л EGJ V6
- 5,7 л EZB HEMI V8
- 6,1 л ESF HEMI V8

### Продажі
| Рік  | США    |
| ---- | ------ |
| 2004 | 39 217 |
| 2005 | 52 487 |
| 2006 | 40 095 |
| 2007 | 30 256 |
| 2008 | 6912   |
| 2009 | 113    |